# Fadogia tomentosa
Fadogia tomentosa är en måreväxtart som beskrevs av De Wild.. Fadogia tomentosa ingår i släktet Fadogia och familjen måreväxter.

## Underarter
Arten delas in i följande underarter:
- F. t. calvescens
- F. t. flaviflora
- F. t. tomentosa